# Vi khuẩn Mycobacterium ulcerans
Mycobacterium ulcerans là một loại vi khuẩn mycobacterium phát triển chậm gây nhiễm trùng da và mô dưới da, làm phát sinh các nốt không dung nạp (nốt sần, mảng bám) và tổn thương loét. Sau khi bệnh lao và bệnh phong, Buruli ulcer là mycobacteriosis phổ biến thứ ba của con người. M. ulcerans phát triển tối ưu trong môi trường ở nhiệt độ 33 °C và có thêm cytotoxin ức chế miễn dịch hoại tử (mycolactone). Vi khuẩn này được coi là vi khuẩn ưa lạnh. Loét lớn gần như chắc chắn gây ra bởi M. ulcerans lần đầu tiên được quan sát bởi Cook ở Uganda năm 1897; tuy nhiên, tác nhân nguyên nhân không bị cô lập và được đặc trưng cho đến năm 1948 tại Úc bởi MacCallum và các cộng sự.
Các bệnh của bệnh M. loét có một số từ đồng nghĩa (ví dụ như Bairnsdale hoặc loét của Searle). Tên Buruli có lẽ là phù hợp nhất vì lý do lịch sử, vì nó là ở Uganda, nơi mà các ổ bệnh quan trọng của bệnh được nghiên cứu.

## Sinh bệnh học
Các yếu tố độc lực chính trong M. ulcerans  là một macrolide có nguồn gốc từ polyketide: mycolactone. Mycolactone ban đầu được phân lập từ M. ulcerans  năm 1615, một chủng phân lập của Malaysia, như một hỗn hợp của các đồng phân cis/trans được chỉ định mycolactone A và mycolactone B. Các phân tử giống hệt nhau cũng được tìm thấy có mặt ở hai chủng M. ulcerans  từ Cộng hòa Dân chủ Congo. Các bằng chứng gần đây cho thấy M. ulcerans năm 1615 tạo ra một họ đồng loại mycolactone khác biệt chủ yếu về số lượng nhóm hydroxyl và liên kết đôi.
Mycolactone dường như đóng một vai trò quan trọng trong sinh bệnh học của loét Buruli. Trong các nghiên cứu trong ống nghiệm sử dụng mô hình nhiễm bệnh ở chuột lang cho thấy mycolactone chịu trách nhiệm cho cả tổn thương mô rộng rãi và ức chế miễn dịch đi kèm với loét Buruli.  Hoạt tính của mycolactone trên các nguyên bào sợi nuôi cấy và các dòng tế bào đại thực bào tạo ra một kiểu hình tế bào khác biệt. Tác dụng sớm nhất là làm tròn tế bào, xảy ra trong vòng 10 giờ sau khi thêm mycolactone vào các tế bào nuôi cấy. Vào lúc 36 giờ, các tế bào được điều trị bị bắt trong pha G1 của chu trình tế bào, và đến 72 giờ, các tế bào bắt đầu chết thông qua quá trình apoptosis.
Macrolides vi khuẩn được sản xuất dưới dạng các chất chuyển hóa thứ cấp bởi vi khuẩn đất, đặc biệt là các vi khuẩn như Streptomyces và Saccharopolyspora theo thứ tự Actinomycetales. Một số macrolid có liên quan hoặc đồng loại thường được sản xuất bởi một dòng vi khuẩn đơn độc.

## Dịch tễ học và lan truyền Mycobacterium ulcerans
Nguồn của M. ulcerans trong tự nhiên đang trở nên rõ ràng hơn từ dữ liệu dịch tễ học và từ những phát hiện sinh học phân tử. Bởi vì tất cả các loài đặc hữu lớn đều nằm trong vùng đất ngập nước của các nước nhiệt đới hoặc cận nhiệt đới, các yếu tố môi trường phải đóng một vai trò thiết yếu trong sự tồn tại của tác nhân gây bệnh. Gấu túi và động vật có túi là động vật bị nhiễm bệnh tự nhiên ở Úc. Bệnh này hiếm khi lây truyền từ động vật sang người. Chấn thương có lẽ là phương tiện thường gặp nhất mà M. ulcerans được đưa vào da do nhiễm bẩn bề mặt. Cá nhân ở mọi lứa tuổi đều bị ảnh hưởng, nhưng tần suất nhiễm trùng cao nhất là ở trẻ em dưới 15 tuổi (Debacker et al. được chấp nhận để xuất bản).

### Vùng dịch tể và kết hợp với nước
Ở nhiều nơi, nhiễm M. ulcerans chỉ xảy ra sau khi có sự xáo trộn đáng kể về môi trường. Trong bài báo gốc mô tả căn bệnh này, xuất bản năm 1948, những bệnh nhân đầu tiên được giới thiệu vào năm 1939 tại Quận Bairnsdale, Victoria, Úc. Vào tháng 12 năm 1935, đã có lũ lụt khủng khiếp trong huyện, khi tất cả các tuyến đường bộ và đường sắt đã bị cắt và đã có sự phá hủy đáng kể tài sản. Tại Uganda, Barker đã kiểm tra các trường hợp nhiễm M. ulcerans  (bệnh loét Buruli) xảy ra ở vùng Busoga ở phía đông của sông Victoria Nile, phía bắc hồ Victoria.  Mặc dù các trường hợp đã được biết đến ở các vùng khác của đất nước, các trường hợp đã không được biết đến trong huyện trước năm 1965. Barker cho rằng sự bùng phát liên quan đến lũ lụt chưa từng có của các hồ Uganda từ năm 1962 đến năm 1964 do mưa lớn.
Ở Nigeria, các trường hợp đã xảy ra giữa người da trắng sống trong khuôn viên trường Đại học Ibadan chỉ sau năm 1965, khi một dòng suối nhỏ chảy qua khuôn viên trường được đập để làm hồ nhân tạo. Trường hợp đầu tiên được báo cáo ở Côte d'Ivoire là một cậu bé người Pháp bảy năm sống với cha mẹ bên cạnh Hồ Kossou, một hồ nhân tạo ở trung tâm của đất nước. Ở Liberia, các trường hợp đã được báo cáo ở phía bắc của đất nước   sau khi giới thiệu lúa đầm lầy để thay thế lúa nương. Phần giới thiệu này có liên quan đến việc xây dựng các con đập trên sông Thị trưởng và mở rộng vùng đầm lầy. Tại Papua New Guinea, nhiễm trùng xảy ra chủ yếu liên quan đến sông Sepik và Kumusi; ở những vùng sau này, căn bệnh này được gọi là "loét Kumusi". Bệnh xảy ra sau khi bị ngập lụt và tàn phá, sau vụ phun trào núi Lamington năm 1951. Reid đã mô tả cách những người già sống trong các ngôi làng được cho là do núi lửa vì căn bệnh này. Dịch bệnh gần đây trên đảo Philip, Victoria,  ban đầu được liên kết với việc xây dựng một con đường, vô tình hình thành đầm lầy ở đầu nguồn của một cửa sông, được chia cho xây dựng. Một lần nữa tại Úc, sự gia tăng về số lượng các trường hợp từ năm 1991 đến năm 1994 tại bang Victoria liên quan đến việc sử dụng nước thải tái chế để tưới cho một sân gôn.
Mặc dù có những rối loạn môi trường đáng kể do hoạt động khai thác ở thượng nguồn sông Fly, con sông lớn nhất ở Papua New Guinea, không có trường hợp nào được xác định. Do đó, dường như các yếu tố bổ sung có thể gây ra ngoài những rối loạn đơn giản. Một trong số đó có thể là sự hình thành các khu vực nước mới nơi nước bị ứ đọng hoặc di chuyển chậm. Một sự chậm trễ giữa một hoặc ba năm được cho là xảy ra giữa những thay đổi môi trường và những bệnh nhân đầu tiên xuất hiện.

### Biến thể theo mùa
Một loạt các nghiên cứu dịch tễ học cho thấy sự tồn tại của sự thay đổi theo mùa trong sự xuất hiện của các trường hợp loét Buruli. Có vẻ như số ca tăng thêm trong thời gian khô hoặc sau khi bị ngập lụt. Những điều kiện này có thể thuận lợi cho sự phát triển của M. loét, vì sự tập trung của các vectơ có thể xảy ra ở những khu vực thường xuyên được con người viếng thăm.

## Chẩn đoán Mycobacterium ulcerans
Theo các phương pháp truyền thống, mycobacteria được xác định sơ bộ bằng tốc độ tăng trưởng và sắc tố. Nhóm sơ bộ này có thể cung cấp nhận diện giả định về sinh vật và chỉ đạo việc lựa chọn các xét nghiệm sinh hóa quan trọng để mô tả một mycobacterium chưa biết.

### Lâm sàng
Bởi vì nhiễm M. ulcerans liên quan đến biểu hiện lâm sàng không đặc hiệu và nguồn gốc không rõ ràng, điều quan trọng là phải xem xét mọi nốt sần hoặc loét ở vùng lưu hành như nhiễm M. ulcerans cho đến khi được chứng minh bằng cách khác. Một nốt sần cứng và không đau. Trong trường hợp không có bội nhiễm một vết loét là không đau hoặc đau đớn tối thiểu, có cạnh đặc trưng làm suy yếu và một cơ sở hoại tử màu vàng trắng. Cư trú trước đây trong một khu vực lưu hành nên tăng sự nghi ngờ nhiễm M. ulcerans.

### Phòng thí nghiệm
•	Các vết bẩn từ các vết loét hoại tử được nhuộm màu bằng phương pháp Ziehl-Neelsen thường cho thấy các trực khuẩn kháng axit (AFB). Các mẫu sinh thiết được lựa chọn thích hợp bao gồm cơ sở hoại tử và cạnh tổn thương của các tổn thương dưới da mô gần như luôn chẩn đoán.
•	M. loét có thể được nuôi cấy từ nhiều tổn thương, hoặc từ dịch tiết hoặc các mảnh mô, nhưng sự phát triển rõ rệt thường đòi hỏi phải ủ từ 6 đến 8 tuần ở 33 °C.
Mẫu mô được lựa chọn thích hợp bao gồm mô dưới da hoại tử và các cạnh bị tổn thương của tổn thương loét thường được chẩn đoán. Các mẫu vật từ da và mô dưới da do các tổn thương không liên quan cũng thường được chẩn đoán.
Loét Buruli thường được chẩn đoán muộn, khi điều trị có thể rất khó khăn và bực bội. Việc xác nhận bằng nuôi cấy mất 6-8 tuần. Các phương pháp chẩn đoán nhanh chóng cho nhiễm M. ulcerans, cũng như các phương pháp xác định nhanh chóng sinh vật trong các mẫu lâm sàng và môi trường sẽ là một tiến bộ đáng kể trong việc quản lý nhiễm M. ulcerans. Sàng lọc để phát hiện nhiễm trùng sớm có thể hướng dẫn can thiệp sớm.

### Phản ứng chuỗi polymerase
Có một số phương pháp PCR phản ứng chuỗi polymerase có sẵn có thể làm tăng tốc độ chẩn đoán nhiễm M. ulcerans.  PCR tương đối đắt so với kính hiển vi, và nổi tiếng là tạo ra kết quả dương tính giả trong các phòng thí nghiệm thiếu kinh nghiệm với PCR. Ở các khu vực có tỷ lệ nhiễm cao như Tây Phi, PCR có thể không nhanh hơn so với định nghĩa lâm sàng chính xác kết hợp với nhuộm cho thấy trực khuẩn kháng axit. Ở các nước như Úc, nơi tỷ lệ mắc bệnh thấp, đại đa số bệnh nhân có nốt sần, u nhú hoặc loét da không có dịch bệnh M. ulcerans. Trong tình huống này, PCR là cách nhanh hơn để chẩn đoán với mức độ tự tin cao. Ưu điểm chính của PCR là bệnh M. ulcerans có thể được chẩn đoán trong vòng 24 giờ. Tuy nhiên, tính hữu dụng của PCR đối với nhiễm khuẩn mycobacteria thường hạn chế, và hiện nay khuyến cáo rằng PCR được sử dụng như một xét nghiệm phụ trợ nhanh, không phải là một sự thay thế cho nuôi cấy và mô học.
Phương pháp PCR được phát triển bởi Stinear và cộng sự  nhắm vào một trình tự chèn DNA trong M. ulcerans. Khi bộ gen M. ulcerans DNA được phân cắt bằng enzyme giới hạn AluI, có rất nhiều mảnh ghép cơ sở 1109 đã thu được. Những đoạn AluI này đã được chứng minh là một phần của chuỗi lặp đi lặp lại 1293 cặp cơ sở lớn hơn, tình cờ, xảy ra có chứa hai vị trí hạn chế AluI. Trình tự đã được đặt tên là IS2404 (Số lượng nhập khẩu GenBank AF003002)   Gần đây đã phát hiện ra rằng các bản sao IS2404 cũng có mặt trong một plasmid tròn lớn. Do đó, tổng số bản sao IS là 220. Nó đã được xác định trong tất cả các chủng M. ulcerans đã được thử nghiệm cho đến nay và chưa được tìm thấy ở ít nhất 45 loài vi khuẩn mycobacteria khác, bao gồm M. marinum, M. leprae và M. tuberculosis. Tuy nhiên, các ấn phẩm gần đây đã chứng minh sự hiện diện của IS2404 trong vi khuẩn giống M. marinum (Trott và cộng sự được chấp nhận để công bố).
Các phương pháp PCR đã được phát triển dựa trên gen rRNA 16S, gen hsp65,  hoặc chuỗi chèn IS2404. Năm 1999, Guimaraes-Peres và cộng sự. Đã đánh giá hai PCR lồng nhau: PCR dựa trên IS2404 lồng ghép và PCR dựa trên gen 16S rRNA lồng nhau. PCR dựa trên IS2404 chỉ dương tính với các chủng M. ulcerans và M. shinshuense có liên quan chặt chẽ. PCR dựa trên gen 16S rRNA dương tính không chỉ cho hai chủng này mà còn cho M. marinum. Việc sử dụng PCR dựa trên IS2404 như một phương pháp phát hiện cho M. loétcho thấy độ nhạy và độ đặc hiệu tốt hơn, đòi hỏi ít thời gian hơn và ít tốn kém hơn so với PCR dựa trên gen rRNA 16S.
Cho đến nay, nó đã được xác định rằng PCR có độ đặc hiệu 100% và độ nhạy 96% so với nuôi cấy.
Ngoài ra bộ dụng cụ sử dụng phát hiện qPCR bằng đầu dò để xác nhận vi khuẩn là chính xác như PCR thông thường nhưng nhanh hơn, rẻ hơn và đòi hỏi ít kỹ năng hơn. Một số nhà sản xuất có bộ dụng cụ có sẵn.

### Trình tự DNA
So sánh trực tiếp một số chuỗi DNA của các chủng vi khuẩn là phương pháp tốt nhất để định lượng xác định xem hai chủng giống nhau hay khác nhau. Portaels et al. đã phân tích vùng 3'- đầu cuối của chuỗi gen 16S rRNA của 17 chủng M. ulcerans từ châu Phi, Úc và Mỹ. Phân tích này đã cho thấy ba phân nhóm thay đổi theo lục địa gốc. Sau đó, một nhóm thứ tư được phát hiện ở Trung Quốc và Nhật Bản xác nhận sự tồn tại của một loại người châu Á.

### Giới hạn đa hình độ dài đoạn (RFLP)
Chuỗi chèn (IS) là các yếu tố di truyền di động thường có mặt trong nhiều bản sao trong hệ gen vi khuẩn. Các phần tử này có thể được sử dụng làm đầu dò và vì số lượng và vị trí của các phần tử IS thay đổi, mỗi chủng sẽ có một mẫu dải duy nhất. Phân tích phân tử của M. loét đã tiết lộ hai trình tự chèn: IS2404 và IS2606. Phân tích Southern blot để phát hiện IS2404 và IS2606 cho thấy các mẫu RFLP không phân biệt giữa các chủng khác nhau. Do số lượng bản sao của cả hai yếu tố cao, các mẫu dải khó giải thích, hạn chế giá trị của phương pháp Southern blot để phân loại M. ulcerans đồng loại.
Jackson và cộng sự. đã sử dụng pTBN12, một plasmid được xác định rõ ràng, như một đầu dò với các đoạn hạn chế AluI. Đầu dò có thể phân biệt 11 mẫu RFLP.

### Điện di gel trường xung (PFGE)
PFGE cho phép tạo ra các mẫu phân đoạn hạn chế nhiễm sắc thể đơn giản mà không cần phải nghiên cứu phương pháp lai. Trong phương pháp này, các enzyme giới hạn cắt DNA thường xuyên được sử dụng để tạo ra các đoạn DNA nhiễm sắc thể lớn, sau đó được phân tách bằng các thủ tục điện di đặc biệt. Kết quả sơ bộ cho thấy hệ gen M. ulcerans sản xuất ba cấu hình khác nhau theo ba nguồn gốc địa lý của các chủng (Loại I: Châu Phi, Loại II: Úc và Loại III: Bắc Mỹ).

## Độ đa dạng chiều dài đoạn khuếch đại (AFLP)
Kỹ thuật AFLP dựa trên sự khuếch đại PCR chọn lọc của các đoạn giới hạn từ tổng số phân hủy DNA của bộ gen.  Kỹ thuật này bao gồm ba bước: hạn chế DNA và thắt các oligonucleotides và bộ điều hợp; khuếch đại chọn lọc các tập hợp các đoạn giới hạn; và phân tích gel của các mảnh khuếch đại. Thông thường 50-100 phần giới hạn được khuếch đại và phát hiện trên gel polyacrylamide biến tính. Kết quả đánh máy AFLP cho thấy sự khác biệt rõ ràng của M. marinum với M. loét, nhưng sự khác biệt về giao thoa không đáng tin cậy.

### Phương pháp PCR
PCR là một phương pháp phân tử khác ngày càng trở nên quan trọng đối với các nghiên cứu dịch tễ học. Kỹ thuật này phát hiện và khuếch đại một lượng nhỏ DNA; 10-100 bản sao của các mẫu là đủ để thực hiện khuếch đại DNA. Do đó, PCR có thể được sử dụng để loại sinh vật phát triển chậm trên môi trường phòng thí nghiệm, chẳng hạn như M. tuberculosis.  PCR cũng có thể được sử dụng để phát hiện và loại mầm bệnh ở những bệnh nhân có nuôi cấy âm tính vì chúng đã được điều trị. Hơn nữa, PCR có thể được sử dụng để khuếch đại DNA từ các sinh vật có mặt trong các mô được bảo quản trong formalin   và từ các sinh vật không thể trồng được (ví dụ M. leprae).
Rep-PCR là một sửa đổi của kỹ thuật PCR phù hợp hơn cho mục đích dịch tễ học hơn PCR thông thường. Trong trường hợp này, mồi được hướng đến các yếu tố nhiễm sắc thể lặp đi lặp lại như IS6110 trong M. tuberculosis và trình tự ERIC trong các vi khuẩn khác. Trong M. ulcerans, chuỗi di truyền giữa các phần tử IS2404 đã được khuếch đại. Các hồ sơ được sản xuất bởi kỹ thuật này phân loại các chủng thành ba phân nhóm liên quan đến ba vùng đặc hữu khác nhau (Châu Phi, Úc và Bắc Mỹ).
Ribotyping: Phương pháp này liên quan đến việc khuếch đại một chuỗi được biết đến bằng cách cắt các enzyme giới hạn và so sánh các đoạn giới hạn của DNA khuếch đại với các chủng khác nhau. Sử dụng kỹ thuật này, hệ gen M. ulcerans đã được tìm thấy để tạo ra ba hồ sơ hạn chế khác nhau liên quan đến nguồn gốc của các chủng.